# Gerätedose
Als Gerätedose, auch als Geräteverbindungsdose oder als Schalterdose; in der Schweiz als Einlasskasten (franz. boîte d'encastrement) bezeichnet, wird in der Elektroinstallation eine unter dem Putz bzw. in Wänden installierte Anschlusseinheit bezeichnet, die dazu dient, ortsfeste Betriebsmittel wie Steckdosen, Schalter, Dimmer, TAE-Steckdosen und andere elektrische bzw. elektronische Bauteile aufzunehmen.

## Beschreibung

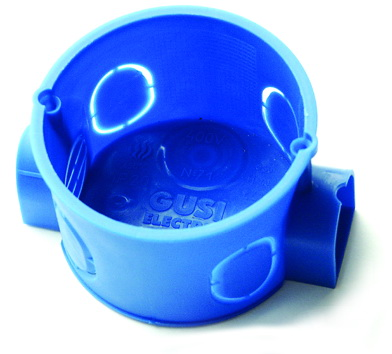
Gerätedose (Unterputzversion)

Die Gerätedose hat eine, von ihren seitlichen Öffnungen abgesehene, rundliche Form mit einem Durchmesser von etwa 68 mm, sofern sie für die Unterputzinstallation vorgesehen ist. Im Falle einer vorgesehenen Installation in Leichtbauwänden im Trockenbau ist sie aus feuerhemmendem Material hergestellt und mit einem Kragen versehen, der es ermöglicht, sie ebengründig in Leichtbauwänden einzubauen. Im Falle der Installation in einer Leichtbauwand wird das für die Montage erforderliche Loch mit einer Lochsäge hergestellt.
In Gerätedosen werden elektrische Betriebsmittel wie etwa Schalter oder Steckdosen montiert. Es gibt Gerätedosen auch in einer vertieften Ausführung, in der hinter dem eigentlichen Betriebsmittel Platz vorhanden ist, um weitere Verdrahtungs- und Klemmverbindungen herzustellen und somit manchmal auf sogenannte Abzweigdosen in einfachen Installationen vollständig verzichten zu können.
Im Falle der Installation in einer Leichtbauwand wird die sogenannte Hohlwandgerätedose statt mit Gips mit Metallkrallen befestigt und durch ihre feuerhemmende und gegebenenfalls gasdichte Bauweise wirkt sie einem eventuell entstehenden Schwelbrand zumindest für eine vorgegebene Zeit, die in den jeweiligen Brandschutzbestimmungen vorgegeben ist, entgegen, um ihre Funktion für den vorgegebenen Zeitrahmen zu gewährleisten.
Eine Gerätedose hat einen Durchmesser von etwa 68 mm bei einer Tiefe von ungefähr 45 – 66 mm und eine Einbauöffnung von etwa 60 mm. Für mehrere Betriebsmittel neben- oder übereinander beträgt der normgerechte Abstand zweier Gerätedosen 71 mm. Meist kann man Gerätedosen eines Herstellers durch seitliche Kragen genau in diesem Abstand zusammenfügen.
Die Ausführung von Gerätedosen verschiedener Bauarten ist in Deutschland in der DIN-49073 genormt.